# P. Aagaard (fotograf)
 For alternative betydninger, se P. Aagaard. (Se også artikler, som begynder med P. Aagaard)
Dines Christian Jochum Pontoppidan Aagaard (16. august 1807 – 6. august 1899) var en dansk maler og fotograf.

## Liv
Den 16. august 1807 fødtes Dines Christian Jochum Pontoppidan Aagaard i Kolding. Han var den fjerde Dines Pontoppidan Aagaard, som Jacob og Magdalene bragte til verden, men den første der overlevede barndommen. Han var søn af tidligere gartner, senere købmand, Jacob Aagaard, som havde bosat sig med sin købmandsgård lige udenfor Sønderport. Faderen var en stor købmand og velagtet koldingborger. Han virkede blandt andet som forligelseskommissær og kirkeværge.
I 1837 giftede P. Aagaard sig med kusinen Rasmine. Kort tid efter brylluppet købte han den gamle borgmestergård på Rendebanen, hvor han og Rasmine sammen fik tre børn; Thora, Børge og Frederikke.

### Karriere
P. Aagaard kom som ung i lære som maler. Som 19 årig blev han optaget på Det Kongelige Kunstakademi eller Det Kongelige Academie for de skjønne Kunster, som det hed dengang. Fra 1826, og de næste knap otte år tilbragte han på gipsskolen, hvor han tegnede af efter statuer. Han avancerede aldrig til modelskolen, hvor man tegnede efter levende modeller. I stedet indløste han i 1835 borgerbrev som maler og udsmykkede bl.a. altertavler i Kolding og omegn. Et erhverv han bestred det meste af sit liv.
Han oprettede som 50-årig sit atelier på Rendebanen i Kolding i oktober 1857 og blev hermed byens første fastboende fotograf, hvor han virkede som portrætfotograf frem til 1880. Det er uvist, hvor Aagaard lærte fotografhåndværket, eller af hvem. Han har muligvis tilegnet sig nogle færdigheder af tidens omrejsende fotografer. I juni 1850 fremgik det af Kolding Avis, at en fotograf optog daguerreotypier i Aagaards have, hvor han også tilbød “grundig undervisning i at daguerreotypere”. Så her har Aagaard i hvert fald set et fotoapparat. I 1857 annoncerede han åbningen af sit eget atelier, og han har på dette tidspunkt fuldt ud behersket kollodiumteknikken, som var den nye fotografiske glasplade-teknik, der blev opfundet i 1851. Mellem 1857 og 1880 tog han billeder af et bredt udsnit af befolkningen i Kolding og omegn. En stor del af denne samling befinder sig på Kolding Stadsarkiv. som har digitaliseret hele den bevarede samling.